# Jubilee Parkway
Le Jubilee Parkway est une paire de ponts parallèles situés aux États-Unis. Ils permettent à l'autoroute Interstate 10 de traverser la partie nord de la Baie de Mobile, dans l'Alabama. Il est communément appelé "Bayway" dans les médias. Chacun des deux ponts comporte deux voies. Le pont mesure 12 875 m, ce qui en fait le 18e plus long pont du monde.

## Accident
Dans la matinée du 20 mars 1995, le pont a été le théâtre d'une des plus grandes collisions de véhicule de l'histoire des États-Unis. L'accident a impliqué environ 200 véhicules et fait un bilan de 1 mort et 90 blessés. La cause semble être le brouillard de la Baie de Mobile.